# U 198
U 198 war ein großes deutsches Unterseeboot der Klasse IX D2, welches von der Kriegsmarine im Zweiten Weltkrieg im Südatlantik und im Indik während des U-Boot-Krieges eingesetzt wurde. Es wurde von der Indienststellung, durch die Ausbildung, bis zum Ende der ersten Unternehmung vom erfahrenen Kommandanten Werner Hartmann kommandiert, welcher zuvor das Typ I A Boot U 26, und sehr erfolgreich das Typ IX A Boot U 37 befehligt hatte. Mit Letzterem hatte Hartmann 19 Schiffe, mit einer Gesamttonnage von 78.559 BRT versenkt.

## Geschichte
Nachdem die AG Weser einen Bauauftrag von sechs IX D Booten am 4. November 1940 erhielt (U 195 bis U 200), wurde nach der Beschaffung des Baumaterials der Kiel von U 198 am 1. August 1941 mit der Baunummer der Werft gelegt. Das fertiggestellte Boot lief am 15. Juni 1942 vom Stapel und wurde am 3. November 1942 von Kapitän zur See Werner Hartmann in Dienst gestellt. Er unternahm dann für vier Monate Ausbildungsfahrten in der Ostsee zum Training der Besatzung und zum Einfahren des Bootes und verließ am 9. März 1943 den Hafen von Kiel zu seiner ersten Feindfahrt seit 1940. Diese Fahrt sollte später zur drittlängsten Unternehmung eines U-Bootes im Zweiten Weltkrieg – U 198 blieb dabei 200 Tage auf See – werden.
Als Hartmann am 24. September 1943 das nordfranzösische Bordeaux, den neuen Stützpunkt von U 198, erreichte, signalisierten sieben sogenannte „Versenkungswimpel“ am Sehrohr, und an der Stirnseite des Turmes befand sich Kommandant Hartmanns „Westward-Ho!“ Turmemblem mit dem Dreizack des Poseidon dahinter. Das Zeichen entstand, als das Boot den Äquator überquerte, und die Besatzung die traditionelle Äquatortaufe durchführte.
Nach dem Ende der ersten Feindfahrt mit U 198 wurde Kapitän Hartmann von Oberleutnant zur See Burkhard Heusinger von Waldegg, dem ehemaligen Wachoffizier von U 177, als Kommandant des IX D2 Bootes abgelöst.

## Verlust des Bootes
Am 20. April 1944 lief U 198 von La Pallice aus. Als Operationsgebiet war der Indische Ozean vorgesehen, wo das Boot zur Unterstützung der dort stationierten Gruppe Monsun gedacht war. U 198 hatte zudem die Aufgabe, sich mit dem Monsun-Boot U 188 zu treffen, um dessen Kommandanten Siegfried Lüdden neue Enigma Schlüssel zu übergeben. Dieses Treffen kam jedoch nicht zu Stande. Nach der Umrundung des Kaps der Guten Hoffnung wurde U 198 am 20. Mai und am 6. Juni von britischen See- und Luftstreitkräften entdeckt und angegriffen, konnte aber mit nur leichten Beschädigungen entkommen. In der Straße von Mosambik versenkte Kommandant Waldegg drei britische Frachter, die Empire Day, die Empire City und die Director. Die britische Fregatte HMS Findhorn und die indische Sloop HMIS Godavari erhielten am 12. August 1944 einen Funkspruch von einigen Catalina-Flugbooten, welche Kommandant Waldeggs U 198 an der Wasseroberfläche entdeckt hatten. Beide Schiffe machten sich an die Verfolgung des Bootes und warfen mehrere Salven von Hedgehogs, welche U 198 trafen und zerstörten. Alle 66 Mann der Besatzung überlebten die Versenkung ihres Bootes nicht. Unter den Toten war auch der britische Kapitän der Empire Day, den Waldegg an Bord genommen hatte. Als der Kampfverband am nächsten Tag die Versenkungsstelle verließ, hatte sich schon ein Ölfleck auf dem Wasser ausgebreitet.